# Flavia Gleske
Flavia Alejandra Gleske Fajin, más conocida como Flavia Gleske (Caracas, 15 de mayo de 1978), es una actriz y modelo venezolana.

## Trayectoria
Se inició en Venevisión en la serie juvenil Así es la vida, dando vida a Anabell. Luego viaja a Miami donde da vida a una joven caprichosa llamada Patty, en la novela de Fonovideo junto a Venevisión, Enamorada, junto a Gaby Espino, René Lavan y Lilibeth Morillo.
Para 2001 participa en Felina de Venevisión y luego le da vida a Lilita en A calzón quita'o de RCTV, en dicha cadena es donde realiza la mayor parte de su carrera dando vida a diferentes personajes protagónicos y antagónicos en novelas exitosas como Trapos íntimos, ¡Qué buena se puso Lola!, Ser bonita no basta, El desprecio, Mi prima Ciela y Libres como el viento.
En 2010 firmó con Venevisión, donde se convierte en La mujer perfecta, dando vida a la obsesiva Carolina Toro, mujer adicta a las operaciones estéticas. En 2012 da vida a la inocente y enamorada Dinorah "la número 2" en la exitosa novela Válgame Dios. En 2014 participa en Corazón de Esmeralda donde da vida a la celosa Fernanda Salvatierra. Es considerada una de las mejores actrices venezolanas. Gracias a su versátil trabajo actoral. 
En octubre de 2014 participó en la portada de la edición venezolana de Playboy.
En enero de 2015 vuelve a su casa RCTV como parte del elenco de la nueva novela que prepara el desaparecido canal ahora convertido en Productora de Dramáticos, Piel salvaje, dando vida a Octavia Esquivel. 
Tras culminar Piel salvaje para RCTV, vuelve al canal de la colina Venevisión, para grabar la telenovela Entre tu amor y mi amor. La cual fue estrenada en 2016.

## Vida personal
Estuvo casada con el actor Jerónimo Gil, a quien conoció en la novela A calzón quita'o, trabajan nuevamente juntos en ¡Qué buena se puso Lola!, sin embargo fue en la producción dramática Mi prima Ciela donde el amor nació entre ellos y se casaron al poco tiempo; se convirtieron en padres de 2 hermosos morochos a quienes llamaron Allison y Allan Gil Gleske. En el proceso de separación volvieron a trabajar juntos en la novela La mujer perfecta. En la actualidad, la relación entre ambos actores es difícil debido a diferentes conflictos y polémicas.
Desde el año 2019, es pareja de Rolando Padilla, con quien contrajo matrimonio en 2021, en el día de su cumpleaños. Actualmente en una reciente entrevista con Luis Olavarrieta confirmó que nunca se casó con Rolando Padilla y se separaron en enero de 2024.

## Filmografía

### Telenovela
| Año       | Telenovela                | Rol                                         |
| --------- | ------------------------- | ------------------------------------------- |
| 2018      | Ellas aman, ellos mienten | María Teresa co-protagonista.               |
| 2016      | Entre tu amor y mi amor   | Carmen García Gil - Estelar                 |
| 2016      | Piel salvaje              | Octavia Esquivel co-protagonista.           |
| 2014      | Corazón esmeralda         | Fernanda Salvatierra Pérez Co-protagonista. |
| 2012      | Válgame Dios              | Dínorah González Co-protagonista.           |
| 2010-2011 | La mujer perfecta         | Carolina Toro de Pimentel Co-Protagonista   |
| 2009-2010 | Libres como el viento     | Raquel Luciente de Azcárate Co-protagonista |
| 2007      | Mi prima Ciela            | Maite Esperanza Muñoz Ávila Protagonista    |
| 2006      | El desprecio              | Clara Inés Santamaría Protagonista          |
| 2005      | Ser bonita no basta       | Topacio Torres Protagonista                 |
| 2004      | ¡Qué buena se puso Lola!  | Dora Fabiana Estrada Estelar                |
| 2002-2003 | Trapos íntimos            | Zoe Guerrero Co-protagonista                |
| 2001-2002 | A calzón quita'o          | Lila "Lilita" Ramírez Estelar               |
| 2001      | Felina                    | Lula Estelar                                |
| 1999-2000 | Enamorada                 | Patty Parker Antagonista                    |
| 1998      | Así es la vida            | Anabell Estelar                             |

### Película
| Año  | Película              | Nota                     |
| ---- | --------------------- | ------------------------ |
| 2003 | La señora de Cárdenas | RCTV \| Película para TV |
| 2006 | Francisco de Miranda  |                          |

### Serie
| Año  | Serie                 | Nota                           |
| ---- | --------------------- | ------------------------------ |
| 2016 | Manicomio (miniserie) | (IMAGE Producciones-Miniserie) |